# Горюдуб
Горюду́б, горидуб, горюпень — українська рухлива гра. Відома й в інших східнослов'янських народів: у Росії вона називається горелки, у Білорусі — гарэлыш, гарэлкі. Засвідчена також ще одна українська назва гри — кругле пекло.
На теперішній час горюдуб є виключно дитячою грою, хоча первісно його грали дорослі — він мав ритуальне значення.

## Правила гри
У сучасному варіанті горюдуб грають таким чином. Гравці шикуються парами і стають одне за одним. Один стає на 2–3 кроки попереду всіх на лінії або накресленому колі. Цей гравець називається «горюдуб» (російські назви — горелка, горельщик, горящий, огарыш). Він співає пісеньку:
|  | Гори, гори, ясно, Щоби не погасло. Раз, два, три, Остання пара, біжи! |

За командою «Біжи!» гравці в останній парі розбігаються вздовж колон (один з правого, другий — з лівого боку), щоб попереду «горюдуба» взятися за руки. «Горюдуб» намагається спіймати одного з них, поки вони не з'єднали руки. Кого «горюдуб» спіймає, той стає на його місце. Гра триває, допоки всі пари не перебіжать із кінця колони. Утворена пара стає попереду, решта пар відступає назад. Гра завершується, коли всі пробіжать по одному разу.

## Історія
Гра «горюдуб» («горелки», «гарэлыш») на кінець XIX — початок XX ст. була поширена на різних східнослов'янських територіях і зафіксована в багатьох етнографічних джерелах. Грали в неї не тільки діти, але й хлопці та дівчата передшлюбного віку. Вважають, що дитяча гра веде своє походження від дуже давнього міфічного ритуалу, можливо, ще з язичницьких часів.
Пісенька, яку співає «горюдуб» засвідчена в багатьох варіантах: «Горю, горю, пень», «Горю, горю, дуб» («Горю, горю, дубе»), «Горю палаю в огні страдаю», «Гору, гору ясно/Поки ни пугасло». У старовинному варіанті гри ведеться цілий діалог між «горюдубом» та іншими гравцями. Після репліки «горюдуба» звучить фраза «Чого (ж) (ти) гориш?», яку вимовляє гравець зі задньої пари (іноді всі гравці разом). Після український і російський варіанти гри розвиваються по-різному.
В українському варіанті передній гравець оголошував, що хоче спіймати дівчину:
|  | — Горю, горю пень! — Чого гориш? — Красної дівчини хочу! — Якої? — Тебе молодої! |